# Caleta Georgi
Die Caleta Georgi ist eine kleine Bucht im Archipel der Südlichen Orkneyinseln. Sie liegt inmitten der Robertson-Inseln.
Argentinische Wissenschaftler benannten sie. Der weitere Benennungshintergrund ist nicht überliefert.